# 阿布扎比投资局
阿布扎比投资局（阿拉伯语：‎）是由阿联酋建立并持有的主权投资基金，負責管理阿联酋的石油储备，估计为6490亿美元。

## 历史
1967 年，阿布扎比酋長國成立了金融投資委員會，該委員會在其財務部內運作，負責管理酋長國的超額石油收入。然而在1976年，阿拉伯聯合酋長國的創始總統謝赫扎耶德本蘇丹阿勒納哈揚將其轉變為阿布扎比投資局。目標是將阿布扎比政府的盈餘以低風險投資於各種資產類別。當時，政府將其儲備投資於黃金或短期信貸以外的任何東西都是新鮮事。即使在今天，短期票據投資仍然是絕大多數國家的戰略。
據報導，在 1990 年代的 Bank of Credit and Commerce International 醜聞中，ADIA 損失了數億美元。
ADIA 的運作在歷史上和現在都是秘密和不透明的。
該基金是國際主權財富基金論壇的成員。

## 董事会
- 哈利法·扎耶德 主席 (President of UAE and Ruler of Abu Dhabi)